# Mademoiselle Gagne-Tout
Pour plus de détails, voir Fiche technique et Distribution.
Mademoiselle Gagne-Tout (Pat and Mike) est un film américain de George Cukor, sorti en 1952.

## Synopsis
Mike Connovan (Spencer Tracy), un manager opportuniste, remarque un professeur de gymnastique nommée Pat (Katharine Hepburn) lors d'un tournoi de golf. Acceptant de l'entraîner pour qu'elle passe professionnelle, il tombe amoureux d'elle.

## Fiche technique
- Titre : Mademoiselle gagne tout
- Titre original : Pat and Mike
- Réalisation : George Cukor
- Scénario : Ruth Gordon et Garson Kanin
- Production : Lawrence Weingarten
- Société de production : Metro-Goldwyn-Mayer
- Musique : David Raksin
- Photographie : William H. Daniels
- Montage : George Boemler
- Direction artistique : Cedric Gibbons et Urie McCleary
- Décorateur de plateau : Hugh Hunt et Edwin B. Willis
- Costumes : Orry-Kelly
- Pays de production : États-Unis
- Langue : anglais
- Format : Noir et blanc - Son : Mono (Western Electric Sound System)
- Genre : Comédie
- Durée : 95 minutes
- Dates de sortie :
  - États-Unis : 13 juin 1952
  - France : 10 avril 1953

## Distribution
- Katharine Hepburn : Pat Pemberton
- Spencer Tracy : Mike Conovan
- Aldo Ray : Davie Hucko
- William Ching : Collier Weld
- Sammy White : Barney Grau
- George Mathews : Spec Cauley
- Frank Richards : Sam Garsell
- Jim Backus : Charles Barry
- Charles Bronson : Henry Tasling
- Chuck Connors : Policier
- Loring Smith : M. E. H. Beminger
- Phyllis Povah : Mme Beminger
- Babe Zaharias : elle-même
- Gussie Moran : elle-même

Acteurs non crédités :
- Crauford Kent : Membre du club de tennis
- Barry Norton : Patron de restaurant
- Kathleen O'Malley : Golfeuse
- Frank Sully : Photographe

## Figures du sport
Pour le public américain des années 50, ce film comique bien rythmé présente l'attrait supplémentaire de mettre en scène un certain nombre de championnes et de champions populaires à cette époque qui apparaissent dans des rôles clin d’œil (caméos), comme la très allurée championne de tennis Gussie Moran, la golfeuse Babe Zaharias, le no 1 mondial de tennis Don Budge, etc.
Une séquence d'anthologie montre Katharine Hepburn en proie à une grosse crise de confiance face à Gussie Moran lors d'une finale de tennis : La raquette de son adversaire prend des proportions énormes tandis que la sienne rétrécit à la taille d'une cuillère à soupe, le filet devient haut comme une falaise et Gussie Moran elle-même devint une véritable géante.
Dans ce film, Katharine Hepburn (qui n'est pas doublée) est parfaitement crédible en championne (à une époque où le professionnalisme n'impliquait pas les mêmes volumes d'entraînement que de nos jours) ayant été elle-même une tenniswoman et une golfeuse amateur de très bon niveau.
Son compagnon (à la ville comme à l'écran), l'Américano-Irlandais Spencer Tracy, joue de manière convaincante le rôle d'un manager sportif pas tout à fait « blanc bleu », avec quelques relations dans le milieu des jeux et des parieurs qui gravite autour du sport professionnel.
À sa façon, ce film véhicule un certain message féministe (c'est Katharine Hepburn qui tire Spencer Tracy d'un mauvais pas où il s'est aventuré en fréquentant trop les gangsters et les bookmakers marrons) et le couple fonctionne sur un mode de parité homme - femme plutôt novateur par rapport aux conventions des années 50.